# Fumé (cheval)
Pour les articles homonymes, voir Fumé.
Robe du cheval
Le fumé est une particularité de la couleur de robe du cheval, qui se traduit par un mélange de poils noirs à l'extrémité du pelage. Le mécanisme génétique à l'origine de cette particularité reste peu connu, le gène hypothétique ayant été nommé sooty. Il pourrait s'agir d'un mécanisme polygénique. 
En France, avant sa reconnaissance génétique, les chevaux isabelle fumés étaient nommés louvet.

## Terminologie
En France, le phénotype créé par la présence de poils noirs est nommé « fumé ». Par le passé, un cheval isabelle fumé était dénommé « louvet ».

## Identification

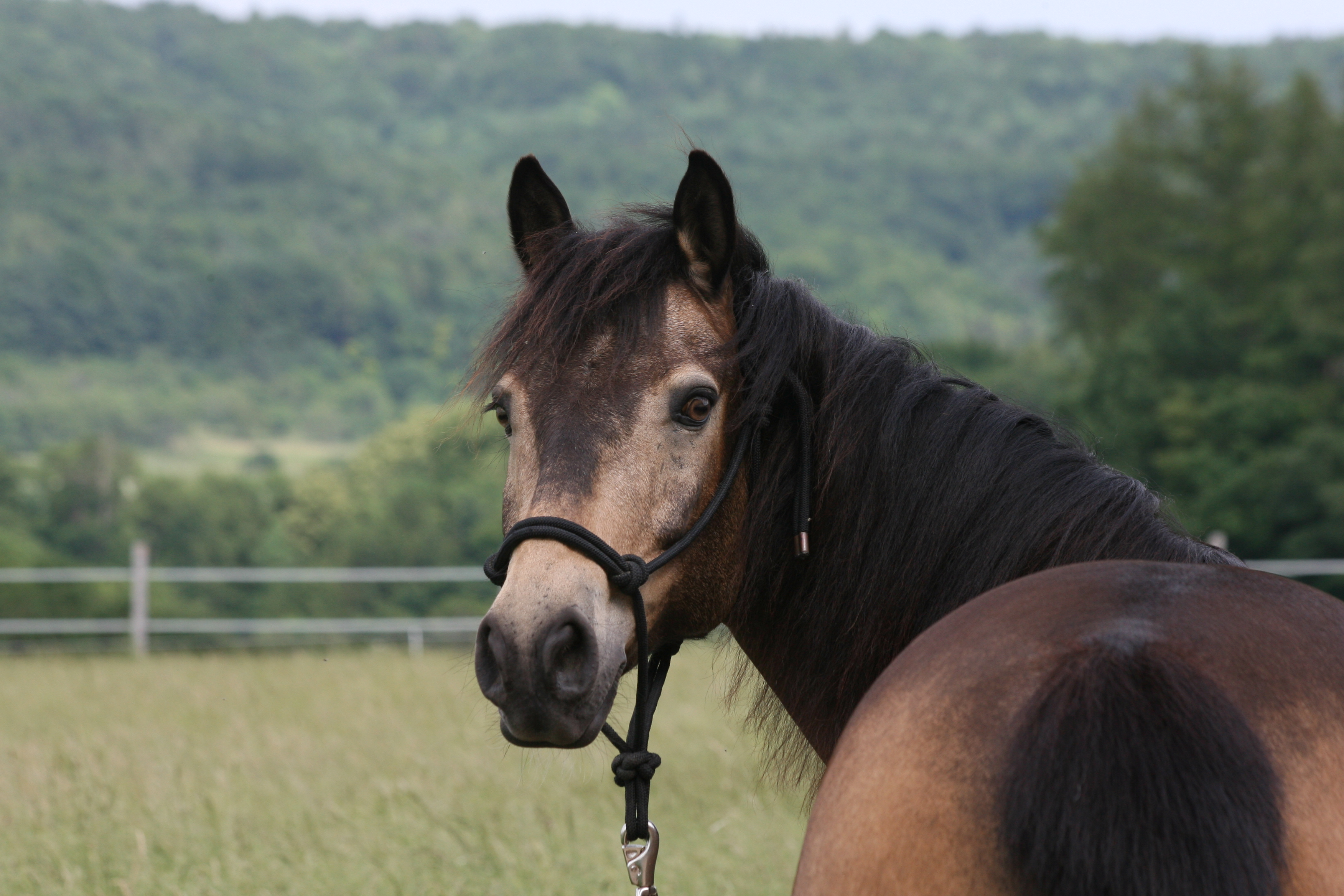
Un moyen de reconnaître un cheval porteur fumé est de regarder la couleur du pelage là où le poil est court, comme ici, sur la tête.

Le fumé est une modificaton de la couleur d'origine des poils, tout comme le pangaré.
Les chevaux à pelage fumé présentent une coloration plus foncée à l'extrémité du poil. La version la plus facile à identifier est l'isabelle fumé (ou louvet), mais cette particularité peut se manifester sur toutes les couleurs de robe de base. La robe est donc version « fumée » d'une autre robe du cheval, où l'extrémité du pelage est plus foncée que sa racine. De ce fait, si l'on tond un tel cheval, il paraît plus clair qu'avant sa tonte. Le moyen le plus simple pour reconnaître un tel cheval consiste à regarder sa tête : les poils ras sont dans la même gamme de couleur que sa robe de base, et aux endroits où le poil est plus long, le pelage parait aussi plus foncé. Les chevaux fumés ne changent pas (ou très peu) de couleur au cours de leur vie. Ils ont toujours la peau foncée, sauf sous leurs marques blanches, où elle est rose. Ces robes sont assez rares chez le cheval, mais également difficiles à identifier.  
Le fumé est décrit comme un mélange de poils noirs à la robe de base du cheval, au même titre que le Rouan consiste en l'adjonction de poils blancs.

## Génétique
Le gène sooty est encore mal connu, et pourrait ne pas être le seul à provoquer le noircissement des poils.
Une étude préliminaire sur 1 369 poulains issus de Franche-Montagnes tend à montrer que les poils noirs sont hérités de manière récessive.